# Ettore Lodi
Ettore Lodi (* 11. Dezember 1859 in Budrio; † 6. Juli 1935) war ein italienischer Geistlicher und römisch-katholischer Weihbischof in Bologna.

## Leben
Ettore Lodi empfing im November 1883 das Sakrament der Priesterweihe.
Am 6. März 1925 ernannte ihn Papst Pius XI. zum Titularbischof von Messene und zum Weihbischof in Bologna. Der Erzbischof von Bologna, Giovanni Kardinal Nasalli Rocca di Corneliano, spendete ihm am 25. März desselben Jahres die Bischofsweihe; Mitkonsekratoren waren der Bischof von Carpi, Giovanni Pranzini, und der Bischof von Piacenza, Ersilio Menzani.